# Films américains sortis en 1928
Listes de films américains
- 1924
- 1925
- 1926
- 1927
- 1928
- 1929
- 1930
- 1931
- 1932

Liste (non exhaustive) de films américains sortis en 1928.

## A-Z (par ordre alphabétique des titres en anglais)
| Titre                           | Réalisateur                    | Distribution                                                       | Genre                             | Notes                               |
| ------------------------------- | ------------------------------ | ------------------------------------------------------------------ | --------------------------------- | ----------------------------------- |
| Across to Singapore             | William Nigh                   | Ramón Novarro, Joan Crawford                                       | Romance, drame                    |                                     |
| After the Storm                 | George B. Seitz                | Hobart Bosworth, Eugenia Gilbert                                   | Drame                             |                                     |
| The Actress                     | Sidney Franklin                | Norma Shearer, Owen Moore                                          | Drame                             |                                     |
| Alias the Deacon                | Edward Sloman                  | Jean Hersholt, June Marlowe, Ralph Graves                          |                                   |                                     |
| Anybody Here Seen Kelly?        | William Wyler                  | Bessie Love, Tom Moore                                             | Comédie                           |                                     |
| Avalanche                       | Otto Brower                    | Jack Holt, Doris Hill, Olga Baclanova                              | Western                           |                                     |
| The Awakening                   | Victor Fleming                 | Vilma Bánky, Louis Wolheim                                         | Drame                             |                                     |
| The Baby Cyclone                | A. Edward Sutherland           | Lew Cody, Aileen Pringle, Robert Armstrong                         | Comédie                           |                                     |
| Beau Sabreur                    | John Waters                    | Gary Cooper, Evelyn Brent, Noah Beery                              |                                   |                                     |
| Beggars of Life                 | William A. Wellman             | Wallace Beery, Louise Brooks, Richard Arlen                        |                                   |                                     |
| Beyond the Sierras              | Nick Grinde                    | Tim McCoy, Polly Moran                                             | Western                           |                                     |
| The Big City                    | Tod Browning                   | Lon Chaney, Betty Compson, Marceline Day                           |                                   | Film perdu                          |
| The Cameraman                   | Edward Sedgwick, Buster Keaton | Buster Keaton, Marceline Day                                       | Comédie, amour, Family, drame     |                                     |
| A Certain Young Man             | Hobart Henley                  | Ramón Novarro, Marceline Day                                       | Film d'amour                      |                                     |
| Le Cirque                       | Charles Chaplin                | Charles Chaplin et Myrna Kennedy                                   | Comédie, aventure                 |                                     |
| The Cloud Dodger                | Bruce M. Mitchell              | Gloria Grey, Al Wilson                                             | Comédie                           |                                     |
| The Cossacks                    | George W. Hill Clarence Brown  | John Gilbert, Renée Adorée                                         | Film d'aventures                  |                                     |
| The Crowd                       | King Vidor                     | Eleanor Boardman, James Murray                                     | Drame                             |                                     |
| Detectives                      | Chester M. Franklin            | Karl Dane, Tetsu Komai, George K. Arthur, Marceline Day            | Comédie                           |                                     |
| The Divine Woman                | Victor Sjöström                | Greta Garbo, Lars Hanson                                           |                                   |                                     |
| The Docks of New York           | Josef von Sternberg            | George Bancroft, Betty Compson et Olga Baclanova                   | Mélodrame                         |                                     |
| Don't Marry                     | James Tinling                  | Lois Moran, Neil Hamilton, Henry Kolker                            |                                   |                                     |
| Driftwood                       | Christy Cabanne                | Don Alvarado, Marceline Day                                        | Drame                             |                                     |
| Faithless Lover                 | Lawrence C. Windom             | Eugene O'Brien, Gladys Hulette                                     | Drame                             |                                     |
| The Family Group                | Leo McCarey                    | Charley Chase, Edna Marion, Edgar Kennedy                          | Comédie                           |                                     |
| Feel My Pulse                   | Gregory La Cava                | Bebe Daniels, Richard Arlen, William Powell                        | Comédie d'amour                   |                                     |
| The Floating College            | George Crone                   | Sally O'Neil, William Collier Jr., Georgia Hale                    | Comédie                           |                                     |
| Four Sons                       | John Ford                      | James Hall, June Collyer, Margaret Mann                            | Drame                             |                                     |
| Freedom of the Press            | George Melford                 | Lewis Stone, Marceline Day                                         | Détective                         |                                     |
| Gang War                        | Bert Glennon                   | Jack Pickford, Olive Borden                                        |                                   |                                     |
| The Garden of Eden              | Lewis Milestone                | Corinne Griffith, Louise Dresser, Lowell Sherman                   | Mélodrame                         |                                     |
| The Gate Crasher                | William James Craft            | Glenn Tryon, Patsy Ruth Miller, Fred Malatesta                     |                                   |                                     |
| The Gateway of the Moon         | John Griffith Wraith           | Dolores del Río, Walter Pidgeon                                    | Comédie romantique                |                                     |
| Gentleman Prefer Blondes        | Malcolm St. Clair              | Ruth Taylor, Alice White                                           | Comédie                           |                                     |
| A Girl in Every Port            | Howard Hawks                   | Victor McLaglen, Robert Armstrong, Louise Brooks                   | Comédie d'amour                   |                                     |
| Glorious Betsy                  | Alan Crosland                  | Conrad Nagel, Dolores Costello, Jack Miljan                        | Drame                             |                                     |
| The Grain of Dust               | George Archainbaud             | Ricardo Cortez, Alma Bennett, Claire Windsor                       | Drame                             |                                     |
| Hangman's House                 | John Ford                      | Victor McLaglen, June Collyer                                      | Film d'amour, drame               |                                     |
| Heart Trouble                   | Robert Montgomery              | Harry Langdon, Doris Dawson                                        | Comédie                           |                                     |
| In Old Arizona                  | Irving Cummings, Raoul Walsh   | Warner Baxter, Edmund Lowe, Dorothy Burgess                        | Western                           |                                     |
| Interference                    | Lothar Mendes                  | William Powell, Evelyn Brent, Clive Brook                          | Drame                             | Filmé en versions muette et sonore  |
| Ladies of the Mob               | William A. Wellman             | Clara Bow, Richard Arlen, Helen Lynch, Mary Alden                  | Film policier                     | Film perdu                          |
| Ladies' Night in a Turkish Bath | Edward F. Cline                | Dorothy Mackaill, Jack Mulhall                                     |                                   |                                     |
| The Last Command                | Josef von Sternberg            | Emil Jannings, Evelyn Brent et William Powell                      | Mélodrame                         |                                     |
| Laugh, Clown, Laugh             | Herbert Brenon                 | Lon Chaney et Loretta Young                                        | Mélodrame                         |                                     |
| Lights of New York              | Bryan Foy                      | Helene Costello, Cullen Landis, Eugene Pallette                    | Crime, drame                      |                                     |
| Lilac Time                      | Frank Lloyd                    | Colleen Moore et Gary Cooper                                       | Drame                             |                                     |
| Love Over Night                 | Edward H. Griffith             | Rod La Rocque, Jeanette Loff, Richard Tucker                       | Comédie                           |                                     |
| The Man Who Laughs              | Paul Leni                      | Mary Philbin et Conrad Veidt                                       | Mélodrame                         |                                     |
| Marry the Girl                  | Phil Rosen                     | Barbara Bedford, Robert Ellis, DeWitt Jennings                     | Drame                             |                                     |
| The Matinee Idol                | Frank Capra                    | Bessie Love, Johnny Walker                                         | Romance                           |                                     |
| The Midnight Taxi               | John G. Adolfi                 | Antonio Moreno, Myrna Loy                                          | Mélodrame                         |                                     |
| Son voyage en Chine             | Frank R. Strayer               | Richard Dix, Ruth Elder, Brooks Benedict                           | Comédie                           |                                     |
| Mother Machree                  | John Ford                      | Victor McLaglen,Belle Bennett, Neil Hamilton                       | Drame                             |                                     |
| The Mysterious Lady             | Fred Niblo                     | Greta Garbo, Conrad Nagel                                          | Film d'espionnage, drame amoureux |                                     |
| News Parade                     | David Butler                   | Nick Stuart, Sally Phipps, Brandon Hurst                           | Comédie                           |                                     |
| Night Watch                     | Alexander Korda                | Billie Dove, Paul Lukas                                            | Drame                             |                                     |
| Noah's Ark                      | Michael Curtiz                 | George O'Brien, Dolores Costello, Louise Fazenda et Noah Beery     |                                   |                                     |
| The Noose                       | John Francis Dillon            | Richard Barthelmess, Montagu Love, Thelma Todd                     | Drame                             |                                     |
| Nothing to Wear                 | Erle C. Kenton                 | Jacqueline Logan, Theodore von Eltz, Bryant Washburn               | Comédie                           |                                     |
| On Trial                        | Archie Mayo                    | Pauline Frederick, Bert Lytell                                     | Drame                             | Film parlant                        |
| Our Dancing Daughters           | Harry Beaumont                 | Joan Crawford, Johnny Mack Brown, Dorothy Sebastian et Nils Asther | Mélodrame                         |                                     |
| The Patsy                       | King Vidor                     | Marion Davies et Jane Winton                                       | Comédie                           |                                     |
| Plane Crazy                     | Ub Iwerks et Walt Disney       |                                                                    | Court métrage animé               | Première apparition de Mickey Mouse |
| The Power of the Press          | Frank Capra                    | Douglas Fairbanks, Jr., Jobyna Ralston                             | Drame                             |                                     |
| Ramona                          | Edwin Carewe                   | Dolores del Río, Warner Baxter                                     | Mélodrame                         |                                     |
| The Red Dance                   | Raoul Walsh                    | Dolores del Río, Charles Farrell                                   | Drame                             |                                     |
| Red Hair                        | Clarence G. Badger             | Clara Bow, Lane Chandler                                           |                                   |                                     |
| Restless Youth                  | Christy Cabanne                | Marceline Day, Ralph Forbes                                        | Drame                             |                                     |
| The Road to Ruin                | Norton S. Parker               | Helen Foster, Grant Withers                                        | Film d'exploitation               |                                     |
| Romance of a Rogue              | King Baggot                    | H.B. Warner, Anita Stewart                                         | Drame                             |                                     |
| Rose-Marie                      | Lucien Hubbard                 | Joan Crawford, James Murray, House Peters                          | Film dramatique                   |                                     |
| Sadie Thompson                  | Raoul Walsh                    | Gloria Swanson, Lionel Barrymore                                   | Film dramatique                   |                                     |
| The Shopworn Angel              | Richard Wallace                | Gary Cooper, Nancy Carroll, Paul Lukas                             | Romance                           |                                     |
| Show People                     | King Vidor                     | Marion Davies, Polly Moran                                         | Comédie                           |                                     |
| Stolen Love                     | Lynn Shores                    | Marceline Day, Rex Lease                                           | Film dramatique                   |                                     |
| The Singing Fool                | Lloyd Bacon                    | Al Jolson, Betty Bronson                                           | Mélodrame                         |                                     |
| Sins of the Fathers             | Ludwig Berger                  | Emil Jannings, Ruth Chatterton                                     | Film dramatique                   |                                     |
| Skyscraper                      | Howard Higgin                  | William Boyd, Alan Hale, Sue Carol                                 | Film dramatique                   |                                     |
| The Smart Set                   | Jack Conway                    | William Haines, Jack Holt                                          |                                   |                                     |
| Soft Living                     | James Tinling                  | Madge Bellamy, Johnny Mack Brown, Mary Duncan                      | Comédie, Film romantique          |                                     |
| Something Always Happen         | Frank Tuttle                   | Esther Ralston, Neil Hamilton                                      | Comédie                           |                                     |
| Speedy                          | Ted Wilde                      | Harold Lloyd, Ann Christy                                          | Comédie                           |                                     |
| Steamboat Bill Jr.              | Charles Riesner                | Buster Keaton et Marion Byron                                      | Comédie                           |                                     |
| Steamboat Willie                | Ub Iwerks                      |                                                                    | Court métrage animé               |                                     |
| Street Angel                    | Frank Borzage                  | Janet Gaynor, Charles Farrell, Alberto Rabagliati                  | Mélodrame                         |                                     |
| Take Me Home                    | Marshall Neilan                | Bebe Daniels, Neil Hamilton, Joe E. Brown                          | Comédie                           |                                     |
| Taking a Chance                 | Norman Z. McLeod               | Rex Bell, Lola Todd                                                | Western                           |                                     |
| Tempest                         | Sam Taylor                     | John Barrymore, Camilla Horn, George Fawcett                       | Film dramatique                   |                                     |
| Tenth Avenue                    | William C. deMille             | Phyllis Haver, Victor Varconi, Joe Schildkraut                     | Drame                             |                                     |
| The Terror                      | Roy Del Ruth                   | May McAvoy, Edward Everett Horton, Holmes Herbert                  | Mystère                           |                                     |
| Their Hour                      | Alfred Raboch                  | John Harron, Dorothy Sebastian, June Marlowe                       | Comédie                           |                                     |
| Three-Ring Marriage             | Marshall Neilan                | Mary Astor, Lloyd Hughes, Yola d'Avril                             | Drame                             |                                     |
| Three Sinners                   | Rowland V. Lee                 | Pola Negri, Warner Baxter, Olga Baclanova                          | Film dramatique                   |                                     |
| Tillie's Punctured Romance      | A. Edward Sutherland           | W. C. Fields, Louise Fazenda, Chester Conklin                      | Comédie                           |                                     |
| The Trail of '98                | Clarence Brown                 | Dolores del Río, Ralph Forbes                                      | Mélodrame                         |                                     |
| Tyrant of Red Gulch             | Robert De Lacey                | Tom Tyler, Frankie Darro                                           | Western                           |                                     |
| Underground                     | Anthony Asquith                | Elissa Landi et Brian Aherne                                       | Drame                             |                                     |
| Under the Black Eagle           | W.S. Van Dyke                  | Ralph Forbes, Marceline Day                                        | Film dramatique                   |                                     |
| Varsity                         | Frank Tuttle                   | Buddy Rogers, Mary Brian, Phillips Holmes                          | Comédie                           |                                     |
| The Viking                      | Roy William Neill              | Pauline Starke, Donald Crisp                                       |                                   |                                     |
| We Faw Down                     | Leo McCarey                    | Stan Laurel, Oliver Hardy                                          | Comédie                           |                                     |
| The Wedding March               | Erich von Stroheim             | Erich von Stroheim, Fay Wray                                       | Mélodrame                         |                                     |
| West of Zanzibar                | Tod Browning                   | Lon Chaney, Lionel Barrymore, Mary Nolan et Warner Baxter          | Mélodrame                         |                                     |
| West Point                      | Edward Sedgwick                | William Haines, Joan Crawford                                      |                                   |                                     |
| What a Night!                   | A. Edward Sutherland           | Bebe Daniels, Neil Hamilton, William Austin                        | Comédie romantique                |                                     |
| While the City Sleeps           | Jack Conway                    | Lon Chaney, Anita Page                                             | Film policier                     |                                     |
| White Shadows in the South Seas | W. S. Van Dyke                 | Monte Blue, Raquel Torres                                          | Film dramatique, Film d'aventure  |                                     |
| The Wind                        | Victor Sjöström                | Lillian Gish, Lars Hanson                                          | Film dramatique                   |                                     |
| A Woman of Affairs              | Clarence Brown                 | Greta Garbo et John Gilbert-Bruce                                  | Mélodrame                         |                                     |
| The Wright Idea                 | Charles Hines                  | Johnny Hines, Louise Lorraine, Fred Kelsey                         | Comédie                           |                                     |
| Yellow Lily                     | Alexander Korda                | Billie Dove, Clive Brook                                           | Film dramatique                   |                                     |